# Pausànies d'Apol·lònia
Pausànies o Pausànias (grec antic: Παυσανίας, llatí: Pausanias) fou un escultor de l'antiga Grècia natural d'Apol·lònia d'Il·líria que va florir entorn de l'any 400 aC.
Va fer estàtues dels déus Apol·lo i Cal·listo, les quals van integrar la gran ofrena que la ciutat de Tègea va oferir a la ciutat d'Olímpia. La sola font escrita sobre l'escultor és el geògraf homònim Pausànies.